# Garde-barrière
Un garde-barrière est un agent des chemins de fer chargé de garder les barrières d'un passage à niveau. 

## En France
Agent à service continu, le garde-barrière doit, soit fermer les barrières d'un passage à niveau à l'approche d'un train pour empêcher les véhicules routiers de passer (en régime ouvert, les barrières sont normalement ouvertes), soit ouvrir les barrières à la demande des usagers de la route si aucun train n'est à l'approche (en régime fermé, les barrières sont normalement fermées).
Le poste de commande est équipé de différents éléments : un bouton de commande des signaux routiers, des indicateurs de voies, un treuil et sa manivelle et des boîtiers à signal sonore.
En 2014, il existait 1 656 passages à niveau gardés à fonctionnement manuel ; ils sont obligatoires pour les lignes où les trains dépassent les 160 km/h.
Dans certains cas le métier de garde-barrière subsiste sur des passages à niveau modernisés, dits semi-automatiques : l'ouverture/fermeture des barrières ne se fait plus mécaniquement, mais électriquement par pression sur un bouton.

Galerie de photographies
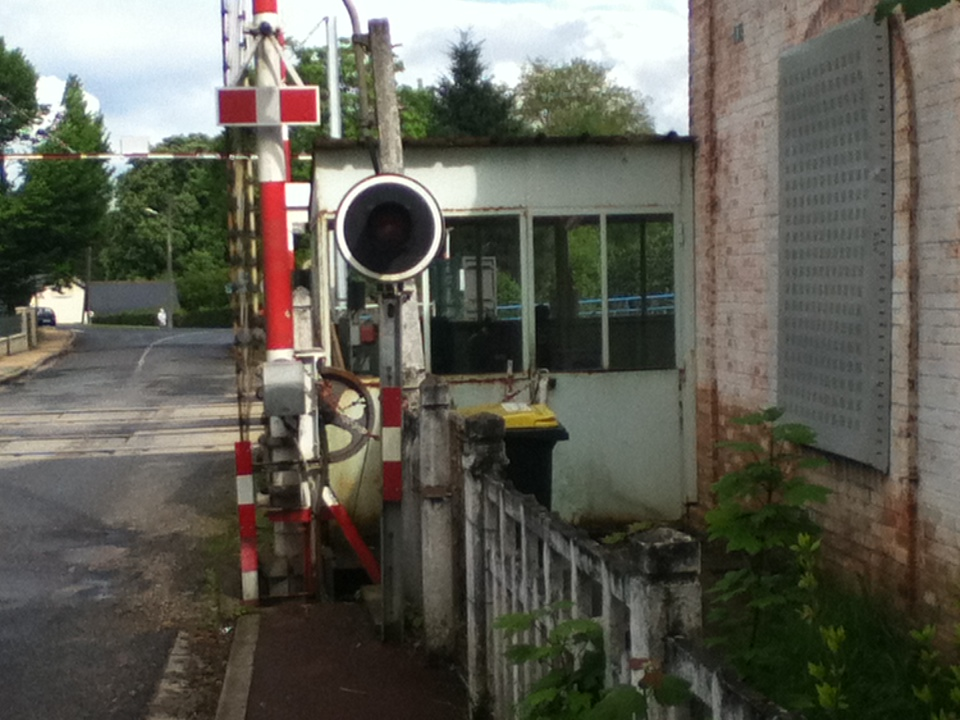
PN 112 de Nouan-le-Fuzelier.
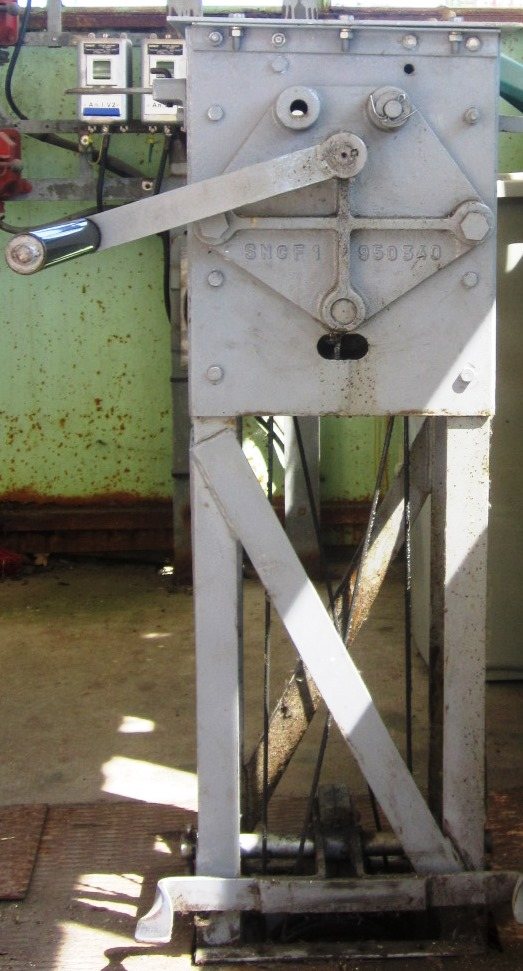
Treuil de manœuvre d'un passage à niveau manuel.
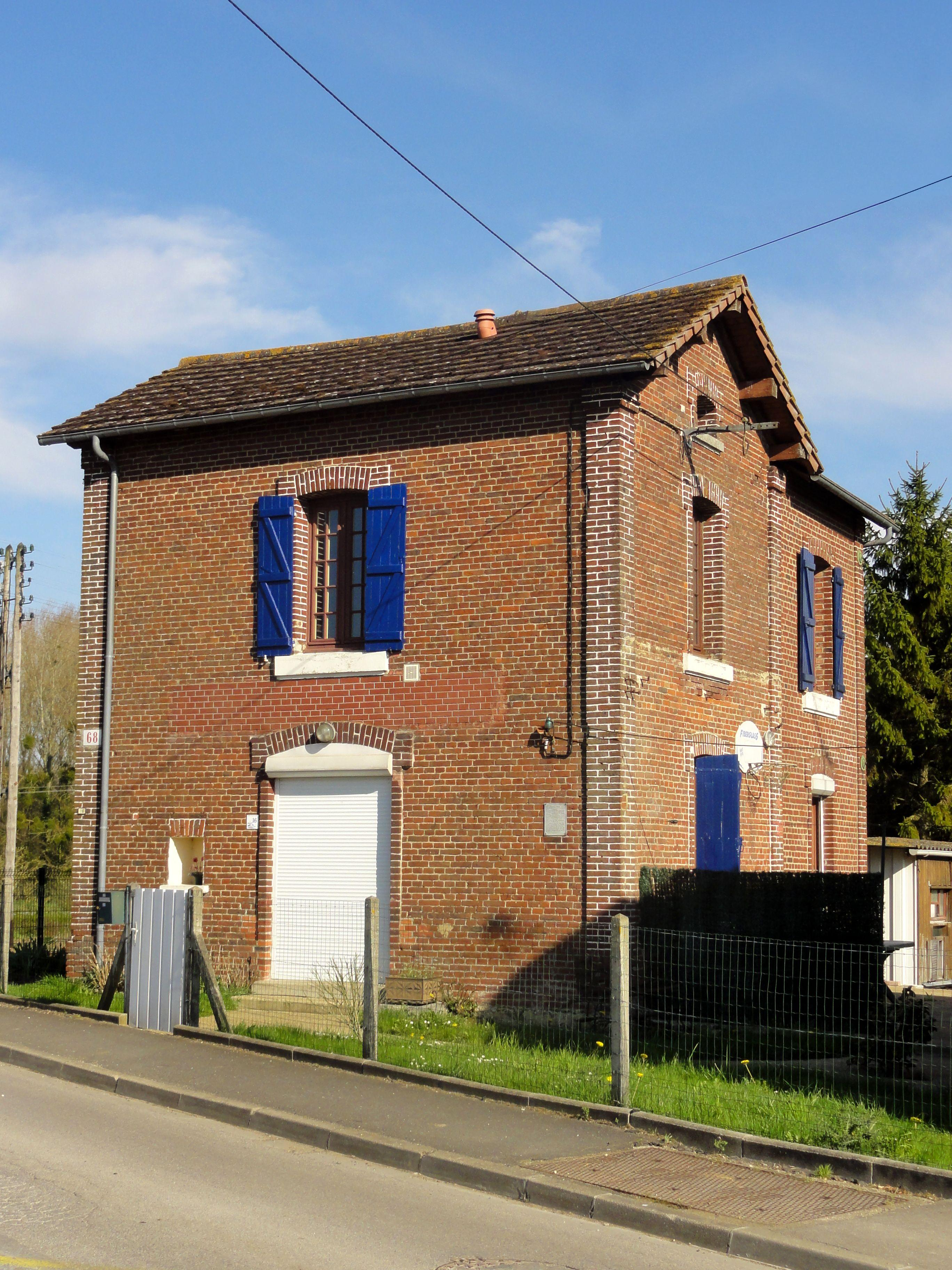
Ancienne maison de garde-barrière.